# Вишнє Збійне
Вишнє Збійне або Збудське Збійне (словац. Vyšné Zbojné) — частина села Збійне, до 1960 року самостійне село в Словаччині, на території теперішнього Меджилабірського округу Пряшівського краю. Розташоване в північно-східній частині Словаччини, у Низьких Бескидах в долині потока Вирава.
Уперше згадується у 1463 році.

## Населення
У 1880 році в селі проживало 190 осіб, з них 161 вказала рідну мову русинську, 28 німецьку, 1 особа була німа. Релігійний склад: 162 греко-католики, 28 юдеїв.
У 1910 році в селі проживали 273 особи, з них 247 вказало рідну мову русинську, 19 німецьку, 7 іншу. Релігійний склад: 253 греко-католики, 17 юдеїв, 3 римо-католики.